# Dhusa Mareb
Dhuusa Marreeb (Dhuusamarreeb) o Dhusa Mareb (altres variants: Dhusa Mareeb i Dusa Mareb) és una ciutat de Somàlia a la regió de Galguduud, capital de la regió i del districte del mateix nom. La seva població permanent és estimada a l'entorn dels deu mil habitants la majoria del clan habar gedir dels hawiye.
El 2006 els clans locals es van aliar a la Unió de Corts Islàmiques de Somàlia. La imposició de la xara va provocar disturbis el juliol del 2006 quan una pel·lícula de cinema fou prohibida. En aquesta ciutat vivia Aden Hashi Ayro, que fou el cap militar de les corts, i de la milícia d'Al-Shabbab, i suposat fundador del Moviment de la Joventut Mujahideen, acusat de ser l'home d'Al-Qaida a Somàlia. Fou assassinat en un bombardeig aeri americà l'1 de maig del 2008, quedant destruïda la seva casa i morint 14 persones més.